# Anne de Noailles
|  | Per a altres significats, vegeu «Anne Jules de Noailles». |

Anne de Noailles (1613 - París, 15 de febrer de 1678) era un noble francès, marquès de Montclar, comte d'Ayen, duc de Noailles, marquès de Mouchy, baró de Chambres i de Malemort. Fou cavaller de l'Orde del Sant-Esperit el 1661. El desembre de 1663 se li va concedir el títol de duc de Noailles i el de Par de França.
Protegit del Cardenal Mazzarino, va tenir un paper important en la guerra de la Fronda i durant els primers anys del regnat de Lluís XIV de França. Va fer una brillant carrera militar, essent nomenat mariscal de camp el 1643, primer capità de la Guàrdia de Corps el 1648, lloctinent general el 1650, i finalment governador de la província del Rosselló el 1660.

## Família
Era fill de Francesc de Noailles (1584-1645) i de Rosa de Roquelaure (1590- ?). En primer lloc es casà, abans de 1640, amb Camille de Pestel Polminhac, amb qui no va tenir fills. Poc després, Camille ingressà al convent benedictí de Vic-sur-Cère i el 1647 va ser nomenada priora.
El 13 de desembre de 1645 es casà a París amb Lluïsa Boyer (1632-1697), filla d'Antoni Boyer (1580-1641), senyor de Sainte-Geneviève-des-Bois i de Francesca de Wignacourt (1605- ?). Lluïsa era dama d'honor de Maria Teresa d'Austria, consort del rei Lluís XIV. El matrimoni va tenir sis fills:
1. Anne Jules de Noailles, Duc de Noailles (1650-1708), casat amb Maria Francesca de Bournonville (1656-1748).
2. Lluís Antoni de Noailles, "Cardinal de Noailles" (1651-1729).
3. Jacques de Noailles (1653-1712).
4. Joan Francesco de Noailles (1658-1696) amb Marguerite Thérèse Rouillé.
5. Lluïsa Anna de Noailles (1662- ?), casada amb Henri de Beaumanoir.
6. Joan Baptista de Noailles (1669-1720).